# 메르트 프라트
샤하베틴 메르트 프라트(튀르키예어: Şahabettin Mert Fırat, 1981년 1월 10일~)는 튀르키예의 배우, 각본가이다.

## 작품 목록

### 영화
- 나이트 (2015년)
- 더 버터플라이즈 드림 (2013년)
- 마이 그랜드파더스 피플 (2011년)
- 두 낫 포겟 미 이스탄불 (2011년)
- 아틀리카린카 (2011년)
- 러브 인 어나더 랭귀지 (2009년)